# 1448-й самоходно-артиллерийский полк
- (Схема 1944—1945 гг.) Боевой путь 1448-го сап в составе9-й пластунской дивизии Схема. 1943—1945.

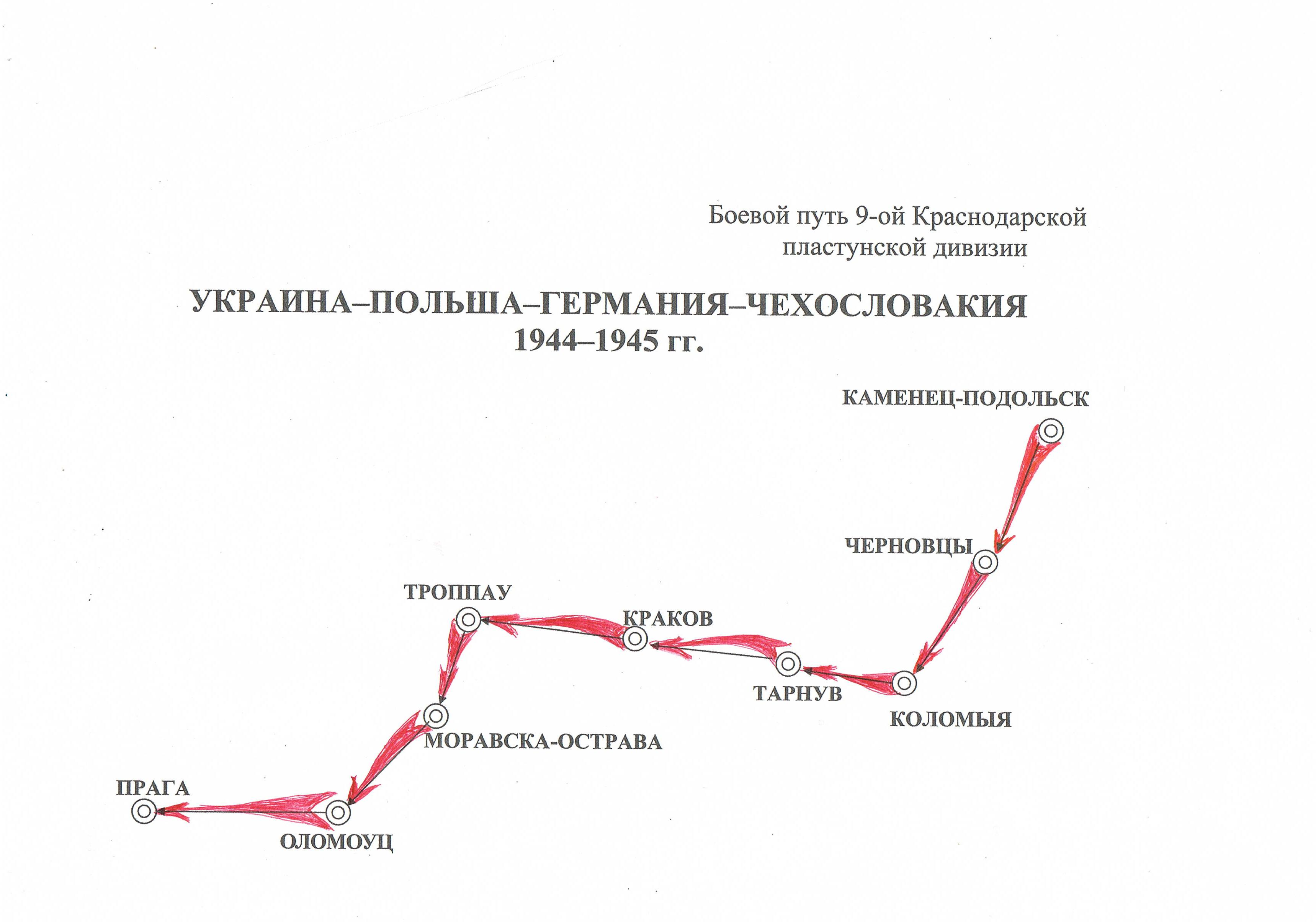
Боевой путь 1448-го сап в составе9-й пластунской дивизии Схема. 1943—1945

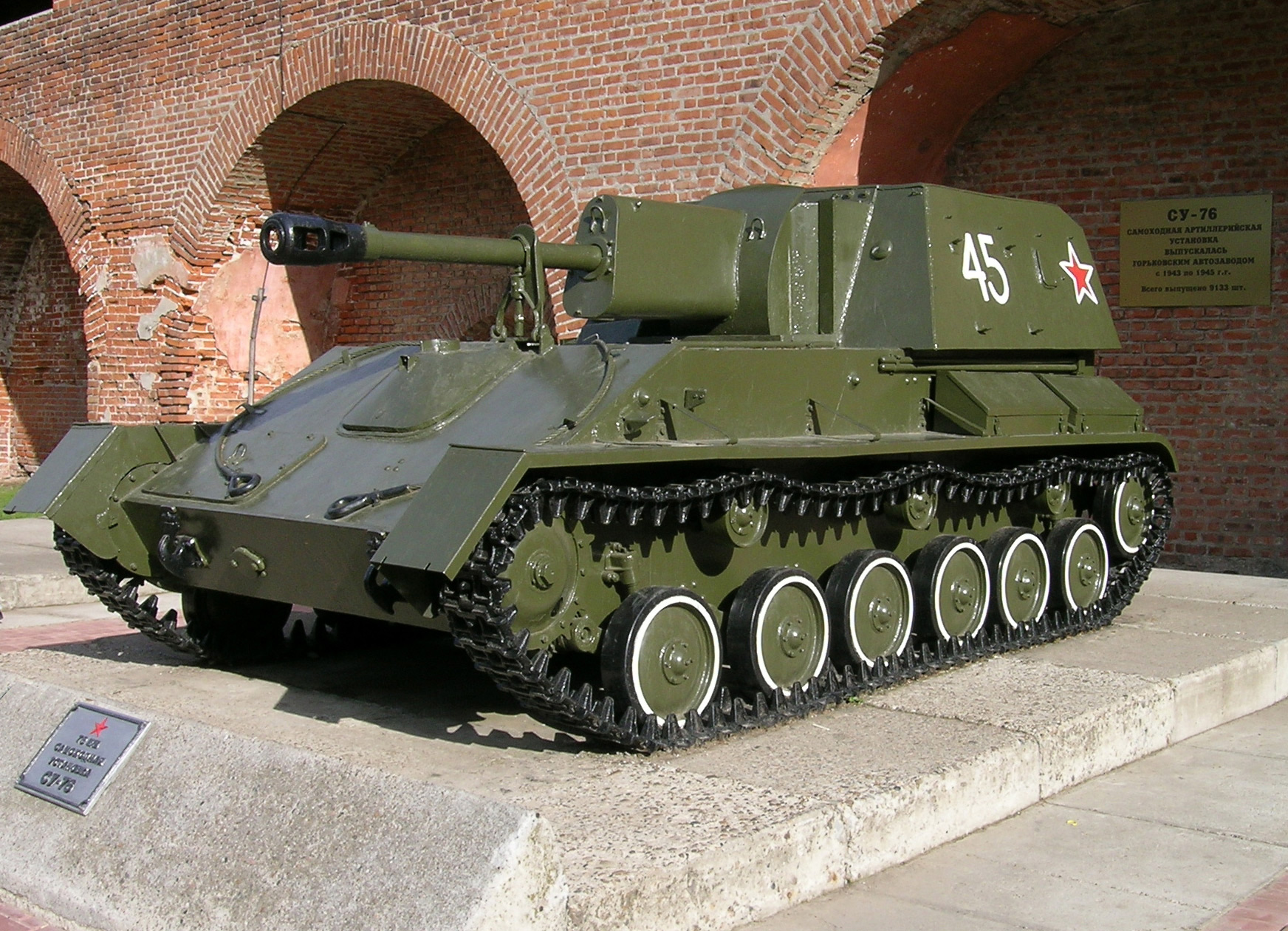
СУ-76М

1448-й самоходно-артиллерийский полк (1448 сап) — воинская часть РККА в Великой Отечественной войне и в советско-японской войне.

## История формирования
1448-й самоходно-артиллерийский полк сформирован в апреле 1943 года на основании Постановления ГКО № 2662сс от 27.12.1942 г..

## Боевой состав полка
Полк был сформирован по сокращенному штату № 08/191:
Управление полка
Штаб полка
взвод управления
две батареи СУ-76 (по 4 СУ-76)
три батареи СУ-122 (по 4 СУ-122)
службы тыла
- полковой медпункт, артиллерийская ремонтная мастерская

взводы — боепитания, парковый, хозяйственный
Имел на вооружении — самоходные артиллерийские установки СУ-122 и СУ-76, СУ-76М.

## Участие в боевых действиях
Период вхождения в действующую армию: с 25.04.1943 по 20.10.1943
с 30.04.1944 по 11.05.1945

### Участие в Великой Отечественной войне в 1943 году
Полк был сформирован в феврале 1942 года, а в апреле 1943-го прибыл на Северо-Кавказский фронт. Два дня на адаптацию — и в бой под станицей Крымской. В первом же бою прямым попаданием осколка в сердце был убит командир полка полковник Александр Васильевич Вахрамеев. Похоронили его в Абинской. Во временное командование полком вступил его заместитель по строевой части полковник А. С. Рассказов.
В первом же бою были обнаружены конструктивные недостатки самоходок СУ-76, и, поскольку на вооружении полка наряду с СУ-76 были и СУ-122, командующий фронтом приказал самоходки СУ-122 передать 1449-му самоходно-артиллерийскому полку (командир — полковник Алексей Сергеевич Рассказов), а все СУ-76 сосредоточить в 1448-м сап. 1449-й полк продолжал боевые действия и 24 апреля 1944 года ему было присвоено наименование Керченский.
В апреле-августе 1943 года в составе 56-й армии вёл упорные бои по прорыву «голубой линии» противника в Новороссийско-Таманской операции.
2 мая 1943 года полк освобождал станицы Крымской, Неберджаевской. Особенно кровопролитные бои шли за хутор Горно-Весёлый.
В первых числах сентября по приказу командующего Северо-Кавказским фронтом боевые машины прошли через горный перевал к Кабардинке и с ходу вступили в бой в трех кварталах от цементных заводов Новороссийска, поддерживая морской десант, высаженный здесь. После освобождения города были бои за Кирилловку, наступление на Анапу через Волчьи ворота, на Темрюк и Тамань. Последний бой на кубанской земле самоходчики 'вели на косе Чушка, где на переправе освободили многих женщин и подростков, которых фашисты намеревались угнать в Германию. Завершив боевые действия на Таманском полуострове, полк остался с тремя самоходками. Остальные были подбиты в боях. Далее прибыл в станицу Афипскую на доукомплектование. Здесь мполучил сорок новеньких СУ-76 со спаренным двигателем, пополнение личного состава и приказ о передаче полка в состав пластунской дивизии.
В октябре 1943 года командир 1448-го самоходно-артиллерийского полка Резерва Главного Командования майор В. А. Гуменчук доложил командиру вновь сформированной 9-й пластунской дивизии генерал-майору П. И. Метальникову о прибытии своего полка в состав дивизии. С этого времени от Кубани до Праги полк действовал в составе 9-й пластунской дивизии и носил специальную форму для пластунов, казачье кубанское обмундирование — черкески, бешметы, кубанки…

### Участие в Великой Отечественной войне в 1944 году
Намечавшаяся переправа полка в составе пластунской дивизии через Керченский пролив не состоялась. В феврале 1944 года самоходки полка погрузили на железнодорожные платформы и вокруг Азовского моря привезли под Мелитополь, в село Братское, а отсюда вновь на платформах — на станцию Каменец-Подольский. В составе дивизии своим ходом через Хотин полк прибыл в Черновцы и разместился в его пригороде Лужаны, а вскоре был направлен в подвижной противотанковый резерв 18-й армии в город Коломы.. По состоянию на 12 июля 1944 года из танковых и самоходно-артиллерийских частей в составе 18-й армии был лишь один 1448-й самоходно-артиллерийский полк 9-й пластунской дивизии.
Участвовал в наступательных Львовско-Сандомирской операции.
К началу Львовско-Сандомирской операции батареи полка были приданы стрелковым дивизиям двух армий: 1-й гвардейской и 18-й армии. Основные подразделения во главе с командиром подполковником В. А. Гуменчуком подчинялись 66-й гвардейской Полтавской стрелковой дивизии.
Наступление началось 23 июля 1944 года. Боевой путь батарей полка в Прикарпатье: Коломыя, Отыня, Ланчин, Надворная, Богородчаны, Перегинское, Рожня- тов, Долина, Болезов и далее на Старый Самбор. Это основное направление, ибо отдельные батареи СУ-76 под¬держивали действия стрелковых дивизий еще двух ар¬мий 1-го Украинского фронта.
За образцовое выполнение заданий командования на фронтах борьбы с немецко-фашистскими захватчиками после освобождения Прикарпатья 1448-й самоходно-ар¬тиллерийский полк был награжден орденом Красного Знамени.
Решением Ставки Верховного Главнокомандования из войск левого крыла 1-го Украинского фронта вновь был образован 4-й Украинский фронт, в состав которого в августе 1944 года вошли 1-я гвардейская и 18-я армии. Командующий войсками 1-го Украинского фронта Маршал Советского Союза И. С. Конев 9-ю пластунскую дивизию с ее 1448-м самоходно-артиллерийским полком вновь образованному фронту не передал, а оставил в составе войск 1-го Украинского фронта.
В сражение пластунская дивизия была введена 21 августа 1944 года в составе 5-й гвардейской армии. В боевых порядках пластунов наступали и батареи СУ-76. Совершив тяжелый, изнурительный марш протяженностью около 500 километров, самоходчики с ходу бросились в бой и, опередив пластунские сотни, пошли вперед. Схватка за Дембицу была ожесточенной. В городе размещались подземные заводы противника, производившие ФАУ-2, и потому враг оказывал упорное сопротивление. С утра штурмом овладели тремя населенными пунктами, а к обеду атака захлебнулась. Противник спешно подтянул подкрепление.
23 августа 1944 года город Дембица был взят, но бои продолжались до 27 августа. После этого пластунская дивизия перешла к обороне занятого рубежа, а затем передана в состав 15-го стрелкового корпуса 60-й армии.
30 ноября 1944 года дивизия выведена во второй эшелон для отдыха и пополнения, а ее самоходно-артиллерийский полк оставлен в первом эшелоне в подвижном противотанковом резерве в трех километрах от передовой линии фронта, в селе Домбровка Вислоцкая. В этом населенном пункте 8 ноября 1944 года член военного совета 60-й армии генерал-майор B. М. Оленин от имени Президиума Верховного Совета СССР вручил полку 9-й Краснодарской Краснознаменной ордена Красной Звезды пластунской дивизии имени ЦИК Грузинской ССР орден Красного Знамени.

### Участие в Великой Отечественной войне в 1945 году
Полк участвовал в Висло-Одерской операции. В ночь на 4 января 1945 года полк прибыл к месту расположения пластунской дивизии, вместе с нею переправился на левый берег Вислы и сосредоточился на Сандомирском плацдарме в городе Пацанув. В ночь на 12 января 1945 года 9-я пластунская дивизия вновь перешла в наступление, подошли к центру Домбровского угольного бассейна — городу Хжанув. Задача наступления — прорвать сильно укрепленные позиции противника и развивать прорыв в сторону города Новы-Корчин и далее на Краков. После освобождения Кракова самоходчики в составе пластунской дивизии продвигались на запад, преодолевая ожесточенное сопротивление противника. В составе 5-й гвардейской армии подвижная группа с десантом пластунских сотен на танке Т-34 и самоходках СУ-76 освобождает Освенцим, где был огромный лагерь военнопленных, ведет упорный ночной бой за город Тыхы.
- Участвовал в Висло-Одерской, Верхне-Силезской, Моравско-Остравской операциях

В составе 9-й пластунской дивизии 60-й армии полк продолжал наступление. Вёл ожесточённые бои за многие города и населенные пункты, но особенно за Бухенау, в логове врага — за Ратибор и Леопшютц, за чехословацкий город Опава (Троппау), Хофдворце, Оломоуц и другие, вплоть до Праги, в которую самоходки полка вошли 9 мая 1945 года.

### Участие в советско-японской войне в 1945 году
Участвовал в разгроме Квантунской армии Японии.

## В составе
| Дата              | Фронт (округ, группа)    | Армия      | Корпус, дивизия                                 | Примечания |
| ----------------- | ------------------------ | ---------- | ----------------------------------------------- | ---------- |
| 01.03.1943 года   | Московский военный округ | -          | -                                               | -          |
| с 01.05.1943 года | Северо-Кавказский фронт  | 56-я армия |                                                 |            |
| с 01.09.1943 года | РВГК                     | 18-я армия | 9-я пластунская дивизия                         | -          |
| с 01.05.1944 года | 1-й Украинский фронт     | 60-я армия | 15-й стрелковый корпус, 9-я пластунская дивизия |            |
| с 01.05.1945 года | 1-й Украинский фронт     | 60-я армия | 28-й стрелковый корпус, 9-я пластунская дивизия | -          |
| с 01.08.1945 года | Дальневосточный фронт    | -          | -                                               |            |

## Полное наименование
1448-й самоходно-артиллерийский краснознамённый полк

## Командный состав полка

### Командиры полка
- 25.03.1943 — 04.05.1943 Вахрамеев Александр Васильевич подполковник[4]. Убит осколком в сердце под Крымском.
- ВРИО 4.5.1943 — 01.08.1943 Рассказов Александр Сергеевич подполковник
- 01.08.1943 — 03.07.1945	Гуменчук Василий Акимович, майор, подполковник
- на 14.07.1945	Жирнов Виталий Андреевич, подполковник

### Начальники штаба полка
- 1.4.1943 — лето 1944 Шилишпанский капитан
- с лета 1944 Шкуро Николай Николаевич капитан

### Заместитель командира полка по строевой части
- до октября 1943 года Рассказов Александр Сергеевич подполковник (позднее командир 1449-го самоходно-артиллерийского Керченского полка; 30.10.1944 погиб в бою).
- с октября 1943 — 1..5.1945 Лохманюк Александр Иванович майор, с декабря 1944 года подполковник.

### Заместитель командира полка по технической части (до 02.08.1944 — помощник командира по технической части)
- 1.4.1943 — 1945 Всеволжский Борис Андреевич майор

### Заместитель командира полка по политической части
- 1.3.1943 — 11.5.1945 Мещеряков Иван Иванович майор

### Заместитель командира полка по снабжению
- с 1943 −1944 Бабенко капитан
- 1944—1945 Барановский Пётр Силович

### Начмед
- февраль 1943 — сентябрь 1944 Метелкина Анна Фёдоровна майор
- 9.1944 Кулик Александр Архипович старший лейтенант

## Награды и наименования
| Награда (наименование) | Дата награждения                                            | За что получена |
| ---------------------- | ----------------------------------------------------------- | --- |
| Орден Красного Знамени | награждён Указом Президиума ВС СССР от 1 сентября 1944 года | за образцовое выполнение заданий командования в боях с немецкими захватчиками при форсировании реки Вислы, за овладение городом Сандомир и проявленные при этом доблесть и мужество |

## Известные воины полка
- Шаров Василий Иванович[5], механик-водитель САУ 1448-го самоходного артиллерийского полка
- Побирченко, Игорь Гаврилович (15 ноября 1923, Киев — 6 апреля 2012, Киев) — советский и украинский правовед и общественный деятель; доктор юридических наук, профессор;